# Parszywa dwunastka 3: Zabójcza misja
Parszywa dwunastka 3: Zabójcza misja (ang. Dirty Dozen: The Deadly Mission) – film wojenny z 1987 roku w reżyserii Lee H. Katzina na podstawie powieści E.M. Nathansona.

## Opis fabuły
Trwa II wojna światowa. Majorowi Wrightowi (Telly Savalas) grozi sąd wojenny. By uniknąć kary, wraz z grupą innych skazańców ma uwolnić sześciu francuskich naukowców więzionych przez Niemców w strzeżonym klasztorze. Major rozpoczyna więc szkolenie swoich podopiecznych.

## Główne role
- Telly Savalas – Major Wright
- Ernest Borgnine – Generał Worden
- Randall Cobb – Szwed
- Vincent Van Patten – Ronnie Webber
- James Van Patten – David Webber
- Bo Svenson – Maurice Frontenac
- Gary Graham – Joe Stern
- Vince Edwards – Sierżant Holt
- Gus Savalas – Amerykański generał
- Slavica Knežević – Włoszka
- Sallie Anne Field – Rudowłosa
- Božidar Smiljanić – Paul Verlaine
- David Horvitch – Pierre Claudel
- Paul Picerni – Ernesto Ferruci
- Bernard Woringer – George Flamands
- Pavle Balenović – Ballews
- Jay Bura – Fredric Flamands
- Meg Wynn Owen – Julia Flamands
- Wolf Kahler – Pułkownik Krieger
- Thorn Mathews – Francis Kelly
- Emmanuelle Meyssignac – Marie Verlaine